# Равноускоренное движение

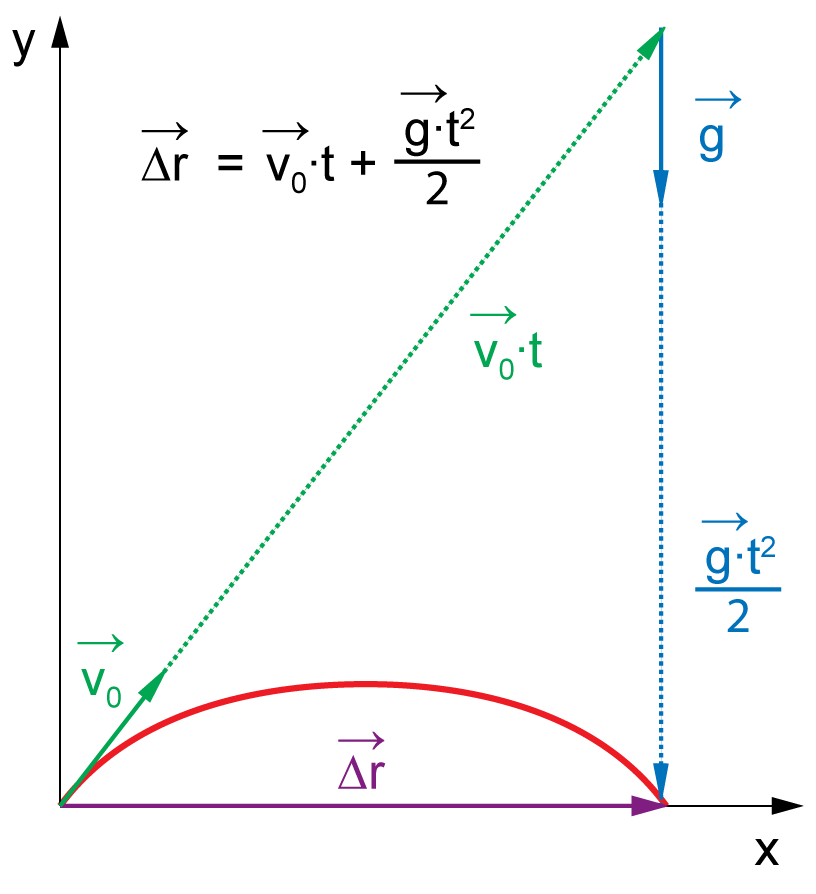
Равноускоренное движение в поле тяжести Земли. На рисунке видно, что перемещение складывается из прямолинейного равномерного движения и свободного падения

Равноуско́ренное движе́ние — движение тела, при котором его ускорение {\displaystyle {\vec {a}}} постоянно по модулю и направлению.
Скорость при этом определяется формулой
{\displaystyle {\vec {v}}(t)={\vec {v}}_{0}+{\vec {a}}t},
где {\displaystyle {\vec {v}}_{0}} — начальная скорость тела, {\displaystyle t} — время. Траектория имеет вид участка параболы или прямой.
Примером такого движения является полёт камня, брошенного под углом {\displaystyle \alpha } к горизонту в однородном поле силы тяжести: камень летит с постоянным ускорением {\displaystyle {\vec {a}}={\vec {g}}}, направленным вертикально вниз.
Частным случаем равноускоренного движения является равнозамедленное (или равноукоснительное), когда векторы {\displaystyle {\vec {v}}} и {\displaystyle {\vec {a}}} противонаправлены, а модуль скорости равномерно уменьшается со временем (в примере с камнем реализуется для {\displaystyle \alpha =90^{\circ }} при подъёме).

## Характер равноускоренного движения
Равноускоренное движение происходит в плоскости, содержащей векторы ускорения {\displaystyle {\vec {a}}} и начальной скорости {\displaystyle {\vec {v}}_{0}}. С учётом того, что {\displaystyle {\vec {v}}={\rm {d}}{\vec {r}}/{\rm {d}}t} (здесь {\displaystyle {\vec {r}}} — радиус-вектор), траектория описывается выражением
{\displaystyle {\vec {r}}(t)={\vec {r}}_{0}+{\vec {v}}_{0}t+{\frac {{\vec {a}}t^{2}}{2}}}.
На заданном интервале времени она представляет собой участок параболы, который при параллельности (то есть со или противо- направленности) векторов {\displaystyle {\vec {a}}} и {\displaystyle {\vec {v}}_{0}} превращается в отрезок прямой.
Для каждой из координат, скажем {\displaystyle y}, могут быть записаны аналогичные по структуре выражения:
{\displaystyle y(t)=y_{0}+v_{0y}t+{\frac {a_{y}t^{2}}{2}}},
где {\displaystyle a_{y}} — составляющая ускорения вдоль оси {\displaystyle y}, а {\displaystyle {\vec {r}}_{0}=x_{0}{\vec {i}}+y_{0}{\vec {j}}+z_{0}{\vec {k}}} — радиус-вектор материальной точки в момент {\displaystyle t=0} ({\displaystyle {\vec {i}}}, {\displaystyle {\vec {j}}}, {\displaystyle {\vec {k}}} — орты).
В примере с камнем {\displaystyle x_{0}=y_{0}=z_{0}=0}, компоненты ускорения {\displaystyle a_{x}=a_{z}=0}, {\displaystyle a_{y}=-g}, начальной скорости {\displaystyle v_{x0}=v_{0}\cos \alpha }, {\displaystyle v_{y0}=v_{0}\sin \alpha }, {\displaystyle v_{z0}=0}, при этом {\displaystyle x(t)=v_{0x}t}, а значит, {\displaystyle y=\operatorname {tg} \alpha \cdot x-g/2v_{0}^{2}\cos ^{2}\alpha \cdot x^{2}}.

## Перемещение и скорость
В случае равноускоренного движения любая из компонент скорости, например {\displaystyle v_{x}}, зависит от времени линейно:
{\displaystyle v_{x}=v_{0x}+a_{x}t}.
При этом имеет место следующая связь между перемещением ({\displaystyle \Delta x=x-x_{0}}) вдоль координаты {\displaystyle x} и скоростью вдоль той же координаты:
{\displaystyle \Delta x={\frac {v_{x}^{2}-v_{0x}^{2}}{2a_{x}}}}.
Отсюда можно получить выражение для {\displaystyle x}-составляющей конечной скорости тела при известных {\displaystyle x}-составляющих начальной скорости и ускорения:
{\displaystyle v_{x}=\pm {\sqrt {v_{0x}^{2}+2a_{x}\Delta x}}}.
Если {\displaystyle a_{x}=0}, то {\displaystyle v_{x}=v_{ox}}, а {\displaystyle \Delta x=v_{0x}t}.
Выражения для смещений {\displaystyle \Delta y}, {\displaystyle \Delta z} и компонент скорости вдоль координат {\displaystyle y} и {\displaystyle z} принимают точно такой же вид, как для {\displaystyle \Delta x} и {\displaystyle v_{x}}, но символ {\displaystyle x} всюду заменяется на {\displaystyle y} или {\displaystyle z}.
Суммарно, по теореме Пифагора, перемещение составит
{\displaystyle |\Delta {\vec {r}}|={\sqrt {(\Delta x)^{2}+(\Delta y)^{2}+(\Delta z)^{2}}}},
а модуль конечной скорости находится как
{\displaystyle |{\vec {v}}|={\sqrt {v_{x}^{2}+v_{y}^{2}+v_{z}^{2}}}}.
Равноускоренное движение не может происходить неограниченно долго: это означало бы, что, начиная с какого-то момента времени {\displaystyle t}, модуль скорости тела {\displaystyle |{\vec {v}}|} превысит величину скорости света в вакууме {\displaystyle c}, что исключается теорией относительности.

## Условие осуществления
Равноускоренное движение реализуется при действии на тело (материальную точку) постоянной силы {\displaystyle {\vec {F}}}, обычно в однородном гравитационном или электростатическом поле, если величина скорости тела  значительно меньше, чем скорость света {\displaystyle c}. Тогда, по второму закону Ньютона, ускорение составит 
{\displaystyle {\vec {a}}={\frac {\vec {F}}{m}},}
где через {\displaystyle m} обозначена масса тела. В примере с камнем роль {\displaystyle {\vec {F}}} играет сила тяжести.
Если же скорость тела сопоставима со скоростью света, то закон Ньютона в выписанном виде неприменим. При этом, в случае действия постоянной силы, происходит так называемое релятивистски равноускоренное движение, при котором постоянно только собственное ускорение, а ускорение в фиксированной ИСО приближается к нулю со временем по мере приближения величины скорости к её пределу {\displaystyle c}.

## Теорема о кинетической энергии точки
Формула перемещения при равноускоренном движении используется при доказательстве теоремы о кинетической энергии. Для этого необходимо перенести ускорение в левую часть и домножить обе части на массу тела:
{\displaystyle ma_{x}\Delta x={\frac {mv_{x}^{2}}{2}}-{\frac {mv_{0x}^{2}}{2}}}.
Записав аналогичные соотношения для координат {\displaystyle y} и {\displaystyle z} и просуммировав все три равенства, получим соотношение:
{\displaystyle {\vec {F}}\cdot \Delta {\vec {r}}={\frac {mv^{2}}{2}}-{\frac {mv_{0}^{2}}{2}}}.
Слева стоит работа постоянной равнодействующей силы {\displaystyle {\vec {F}}}, а справа — разность кинетических энергий в конечный и начальный моменты движения. Полученная формула представляет собой математическое выражение теоремы о кинетической энергии точки для случая равноускоренного движения.

## Равнопеременное движение
Равнопеременным называется движение, при котором тангенциальная (параллельная скорости) составляющая ускорения постоянна. Такое движение не является равноускоренным, кроме ситуации, когда оно происходит по прямой, но в математическом плане может быть рассмотрено аналогично.
В этом случае вводится обобщённая координата {\displaystyle S}, часто называемая путём, соответствующая длине пройденной траектории (длине дуги кривой). Таким образом, формула приобретает вид:
{\displaystyle \Delta S={\frac {v^{2}-v_{0}^{2}}{2a_{\tau }}}},
где {\displaystyle a_{\tau }} — тангенциальное ускорение, «отвечающее» за изменение модуля скорости тела. Для скорости получаем:
{\displaystyle v=\pm {\sqrt {v_{0}^{2}+2a_{\tau }\Delta S}}}.
При {\displaystyle a_{\tau }=0} имеем движение с постоянной по модулю скоростью.
Иногда прилагательное равнопеременное заменяют на криволинейное равноускоренное, что вносит путаницу, так как, скажем, равноускоренное движение камня по кривой (параболе) в поле тяжести не равнопеременное.